# Šostýn
Šostýn (německy Schauenstein, může se však vyskytovat v podobách: Schawenstein, Schornstein, Scheibstein, Schowenstayn) je zřícenina hradu u Kopřivnice v Moravskoslezském kraji. Pozůstatky hradu jsou chráněny jako kulturní památka.

## Umístění

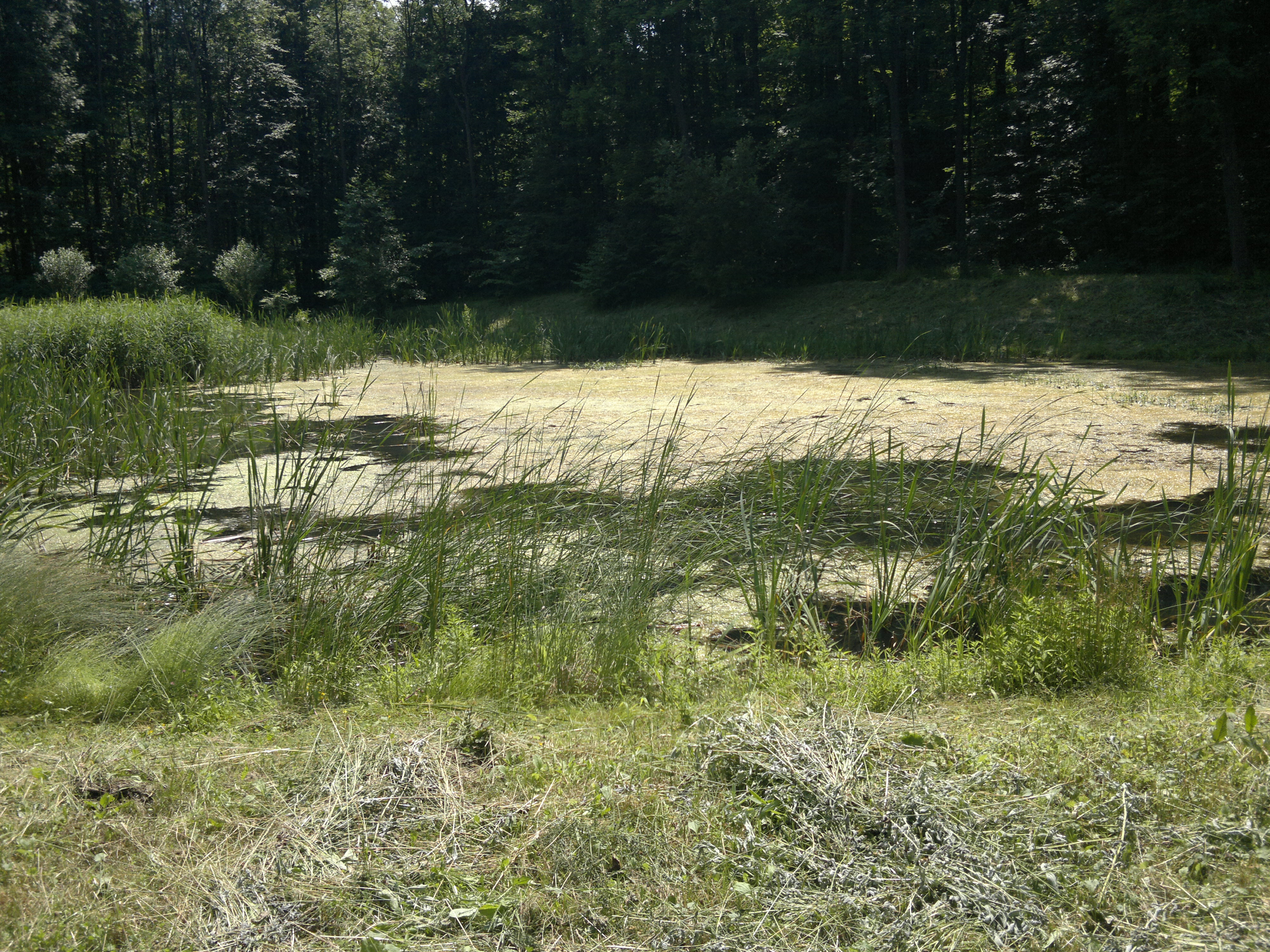
Obnovený rybník pod hradem

Zřícenina je od centra Kopřivnice vzdálena 1,5 km jihovýchodně ve výšce 442 m n. m. Kopec, na němž hrad stával je z jihozápadní a západní strany velmi příkrý, ze strany severní a západní je již svah mírnější a přes val navazuje na plošinu s rybníkem. Na místě je k vidění odkrytý základ bergfritu, sklepní prostory paláce (částečně zrekonstruované), zbytky vstupních staveb i jiných budov, roztroušené zdivo a terénní úpravy ve skalách i v zemi. Prostory jsou volně přístupny veřejnosti.

## Historie

### 13.–14. století
Přesné datum vzniku hradu je nejisté, udává se rozmezí let 1280–1290. V té době patřila tato lokalita rodu z Hückeswagenu. Hrad sloužil svým účelům od konce 13. století do první poloviny 15. století. Nejstarší písemná zmínka se datuje k roku 1347, kdy byl hrad spolu s Hukvaldy ve vlastnictví olomouckého biskupa Jana VII. Volka, nemanželského syna Václava II.
Hrad vznikl na žádost příborského hraběte Jindřicha z Hückeswagenu. Krátce před rokem 1354 jej olomoucký biskup Jan Očko z Vlašimi daroval jako léno Alšíkovi z Fulštejna. O patnáct let později je majitelem již Vítek z Vikštejna (k roku 1382 i jeho bratři Václav a Bernard). Listinou z 14. března 1382 obnovuje Václav z Vikštejna výsady pro fojtství v Závišicích. Po Bernardovi z Vikštejna dostal hrad jeho mladší bratr Záviš, ten se ale z důvodu nezletilosti nemohl panství ujmout a proto přešlo do vlastnictví olomouckého biskupa Mikuláše z Rýzmburka.
V roce 1396 byl Šostýn, stejně jako Hukvaldy o sedm let dříve, dán Mikulášem do zástavy Joštovi z Volfsberka, aby oba hrady bránil v době probíhající války mezi markrabskými bratry Joštem Moravským a Prokopem Lucemburským. V roce 1400 byl olomouckým biskupem Janem XI. zvaným Mráz předán jako zástava Zikmundu Lucemburskému, který jej ještě téhož roku dále zastavil oravskému kastelánu Jurkovi z Messenpeka a jeho ochranu svěřil hejtmanu Jakubovi Ščeněti z Bělin.

### 15. století
Okolo roku 1402 se po porážce markraběte Prokopa na hradě usazuje loupežnická skupina. Polský kronikář Jan Długosz uvádí ve svém spise z druhé poloviny 15. století, že polští šlechtici Jiří ze Slupče (Grot ze Slupcy) a Jan Rogala byli roku 1403 v Polsku pronásledováni[zdroj?] a proto uprchli na Moravu na hrad Schowsten, který již dříve znali jako sídlo bojové družiny Bernarda z Vikštejna. V okolí pak loupili a zajímali polské šlechtice, na což si u markrabího Jošta stěžoval sám polský král Vladislav II. Jagello  (1362–1434). Jelikož proti nim ale Jošt nijak nezakročil, vyslal Vladislav Jagellonský k Šostýnu své vojáky, kteří hrad vypálili a oba šlechtice z hradu vyhnali. Zmínky o této akci lze najít například v knihách účtů města Krakova. Není ale jisté, že oním popisovaným Schowstenem je opravdu Šostýn.
Roku 1405 Záviš z Vikštejna, nyní již zletilý, obnovil proces o navrácení Šostýna; vrácen mu však byl až o tři léta později biskupem Konrádem z Vechty. Šostýnu se Záviš ujal spolu se svým bratrem Václavem, jenž však někdy mezi roky 1408 a 1412 zemřel. Místo Václava přibral Záviš svého strýce Vaňka (či též Václava) z Lamberka a Březníka, ten mu Šostýn však někdy kolem roku 1413 přebral. V onom roce sice bylo mezi Závišem a Vaňkem uzavřeno smírné narovnání a roku 1418 je Šostýn opět krátce přímým majetkem Záviše, byl pak ale nucen vydat jej jinému Vaňkovu synovci, Mikuláši Sokolu z Lamberka. O rok či dva později navíc Vaňkova družina Šostýn dobyla. Záviš si tak v letech 1418 a 1420 u manskému soudu opakovaně stěžoval, že je mu majetek držen násilím. Biskupský soud určil Lamberkům, ať hrad Závišovi vrátí; když ti toho nedbali, kolem roku 1420 biskupské vojsko Jana XII. Železného hrad Šostýn v aktuálním držení Mikuláše Sokola dobylo a pobořilo. Záhy po roce 1420 Záviš umírá bez soudního narovnání; roku 1422 pak přiřkl soud správu celého „zboží frenštátského“ přímo biskupovi Janu XII. Železnému, dokud nebude vyneseno závěrečné rozhodnutí. Z toho, že označení „šostýnské zboží“ se tou dobou vytrácí, je patrný růst významu Frenštátu na úkor pustnoucího hradu.
Koncem roku 1426 přitáhli do kraje husité. Hukvaldy byly spolu se Šostýnem v onom roce či krátce před ním zastaveny Zikmundem Lucemburským knížeti Bolkovi Opolskému, jenž nejdříve stál na katolické straně, pak ale přešel na kališnickou, čímž si získal přídomek Heretik. Šostýnský hrad byl pravděpodobně definitivně opuštěn někdy během husitských válek a ne až po nich, jak se dříve myslelo. Roku 1434 prodal hukvaldské i šostýnské panství Jan Tovačovský z Cimburka opět Mikuláši Sokolovi z Lamberka, který mezitím přešel na Zikmundovu stranu. Od roku 1437 či 1438 byl Šostýn načas přidružen k Hukvaldům, jejich vlastníkem se stal významný husitský hejtman Jan Čapek ze Sán. Po jeho smrti připadla obě panství jeho zeti Janu Talafůsovi z Ostrova. V roce 1465 se území stalo majetkem Jiřího z Poděbrad, který jej o rok později přenechal olomouckému biskupu Tasovi z Boskovic. Ten roku 1467 konstatoval, že hrad je zpustlý a nestojí za opravu.

### Od 16. století
Od roku 1814 používal kopřivnický podnikatel Ignác Raška materiál z hradu na stavbu svého hrnčířského provozu — během 30 let byla zřícenina srovnána se zemí, místy byly odvezeny i základy.